# Lilla Minna Ábrahám
Lilla Minna Ábrahám (Budapest, 23 marzo 2006) è una nuotatrice ungherese.

## Biografia
A livello giovanile vanta tre ori e tre argenti mondiali (tutti ottenuti a Lima 2022) e cinque ori europei. Nel 2022 prende parte agli europei di Roma, dove contribuisce alla conquista della medaglia di bronzo nella staffetta 4x200 metri stile libero. A partire dal 2023 si allena negli Stati Uniti, alla University of Southern California.
Agli europei di Belgrado del 2024 vince tre ori (tutti in staffetta) e tre argenti, due in staffetta ed uno nei 200 metri stile libero, dove arriva alle spalle solamente della ceca Barbora Seemanová. Ai mondiali in vasca corta casalinghi di Budapest dello stesso anno conquista la medaglia d'argento nella 4x200 metri stile libero.

## Palmarès
- Mondiali in vasca corta

Budapest 2024: argento nella 4x200m sl.
- Europei

Roma 2022: bronzo nella 4x200m sl.
Belgrado 2024: oro nella 4x100m sl, nella 4x100m sl mista e nella 4x200m sl mista, argento nei 200m sl, nella 4x200m sl e nella 4x100m misti.
- Mondiali giovanili

Lima 2022: oro nella 4x100m sl, nella 4x200m sl e nella 4x100m sl mista, argento nei 200m sl, nei 200m misti e nei 400m misti.
- Europei U23

Šamorín 2025: oro nei 200m sl e nella 4x100m sl mista, bronzo nei 100m sl e nei 400m sl.
- Europei giovanili

Otopeni 2022: oro nella 4x200m sl, argento nei 200m misti.
Belgrado 2023: oro nella 4x200m sl, argento nei 200m sl e nella 4x100m sl.
Vilnius 2024: oro nei 200m sl, nei 400m sl e nella 4x200m sl, argento nei 100m sl.